# Negeta secretaria
Negeta secretaria är en fjärilsart som beskrevs av Felix Bryk 1913. Negeta secretaria ingår i släktet Negeta och familjen trågspinnare. Inga underarter finns listade i Catalogue of Life.